# 張磊 (演員)
張磊（1990年—），出生於中國江蘇省南通市，先天性失明，但有殘餘視力，學校女子盲人門球隊的隊員。

## 作品

### 電影
- 2014年《推拿》，飾演盲人按摩師。[2]

## 獎項
- 獲第51屆金馬獎最佳新演員獎（電影《推拿》）[3][4][2][5]